# Iphiaulax hova
Iphiaulax hova är en stekelart som beskrevs av Henri Saussure 1892. Iphiaulax hova ingår i släktet Iphiaulax och familjen bracksteklar. Inga underarter finns listade i Catalogue of Life.